# Sheila Chandra
 (septembre 2010).
Si vous disposez d'ouvrages ou d'articles de référence ou si vous connaissez des sites web de qualité traitant du thème abordé ici, merci de compléter l'article en donnant les références utiles à sa vérifiabilité et en les liant à la section « Notes et références ».
Sheila Chandra est une actrice, écrivaine et ancienne chanteuse britannique d'origine indienne née le 14 mars 1965 à Londres.
Lorsqu'elle était chanteuse, elle a puisé son inspiration dans l'art musical traditionnel de l'Inde et l'a mêlé à la musique pop.

## Biographie
Née de parents indiens, Sheila Chandra est passionnée dès l'âge de onze ans pour la musique, et fait ses études à l'école de variétés Italia Conti. Pendant 5 ans, elle s’initie à l’art du chant et de la danse, mais l’art, tel qu’enseigné dans cette usine à rêves grand public, ne correspond guère à sa sensibilité. Plus attirée par le gospel et la soul, elle fait davantage confiance à ses intuitions qu’aux cours pré-formatés de ses professeurs. Il n’empêche que c’est grâce à une cassette réalisée au sein de l’école qu’elle fera la connaissance du compositeur Steve Coe.
Leur collaboration démarre avec le groupe pop Monsoon, dont le premier single, Ever So Lonely, se classe au top 10 durant l’été 1982, dix ans avant l’engouement du public pour l’asian vibes. Mais ce succès est météorique et le groupe est dissout au bout de six mois.
En 2002, elle interprète la chanson Breath of Life de la bande originale du film Le Seigneur des anneaux : Les Deux Tours.
Sheila Chandra et Steve Coe expérimentent les mélanges entre culture celtique et indienne orientale. Le duo est parvenu à forger son propre style musical.
Depuis 2009, elle est atteinte de glossodynie, ce qui la rend incapable de chanter ou même de parler sans ressentir une grande douleur et l'a forcée à abandonner la chanson.

## Discographie

### Albums
Avec Monsoon :
- Third Eye (1982) (renommé Monsoon featuring Sheila Chandra in 1998)

Avec The Ganges Orchestra :
- This Sentence is True (The Previous Sentence is False) (2001)
- EEP1 & EEP2 (2012)
- Pure Drones, Vol. I (2013)
- Pure Drones, Vol. II (2013)
- Pure Drones, Vol. III (2013)

En solo :
- Out on My Own (1984)
- Quiet  (1984)
- The Struggle (1985)
- Nada Brahma (1985)
- Roots and Wings (1990)
- Silk (compilation, 1991)
- Weaving My Ancestors' Voices (1992)
- The Zen Kiss (1994)
- ABoneCroneDrone (1996)
- Moonsung: A Real World Retrospective (compilation, 1999)
- The Indipop Retrospective (compilation, 2003)

### Singles
- Ever So Lonely (1982)
- Shakti (The Meaning of Within) (1982)
- Tomorrow Never Knows (1982)
- Wings of the Dawn (Prem Kavita) (1982)
- Ever So Lonely (remix par Ben Chapman) (1990)
- So Lonely (Ever So Lonely, remixes par Jakatta) (2002)

### Autres
- Raining (My Eyes Are Filled With Clouds) avec Ancient Beatbox (1990)
- Breath of Life dans Le Seigneur des anneaux : Les Deux Tours (2002)
- Arwen's Fate dans Le Seigneur des anneaux : Les Deux Tours (2002)
- Welcome Sailor et ’Ouses, ’Ouses, ’Ouses au sein de Imagined Village (2007)